# Гонг
Гонг је музички инструмент који спада у групу удараљки, а води порекло из источне и југоисточне Азије. Инструмент је у облику равног, кружног металног диска или тањира, који се удара маљицом. Гонг своје корене води још из бронзаног доба, око 3500 година пре нове ере. Назив гонг потиче са острва Јава у Индонезији. Научна и археолошка истраживања су потврдила да су Бурма, Кина, Јава и Анам некада била 4 водећа центра за производњу гонга. Гонг је касније пронашао свој пут до Западног света у 18. веку, када је коришћен у симфонијском оркестру западног стила.
Гонг инструменти се најчешће деле у 3 врсте: Обешен гонг је мање или више раван, кружни диск од метала, окачен вертикално помоћу канапа који пролази кроз рупе близу горње ивице. Испупчен гонг има уздигнут центар и често је окачен и свира се вертикално. Гонг-чинија је, како име каже, у облику чиније, и он належе на јастуче. Могу се сврстати у категорију звона. Најчешће се праве од бронзе или месинга, али постоји и много других легура које се користе.
Гонг производи 2 различита типа звука. Гонг са прилично равном површином вибрира у вишеструком моду, дајући више „тресак” него подесан тон. Он се понекад назива там-там, како би се разликовао од гонга који је испупчен и који даје штимовану ноту. У индонезијским ансамблима гамелана, поједини испупчени гонгови су намерно направљени тако да додатно генеришу откуцај у опсегу од 1 до 5 херца. Употреба термина „гонг” за оба ова типа инструмента је уобичајена.

## Врсте
Обешен гонг свира се помоћу чекића. Постоје два основна типа: један је раван диск, са изврнутом ивицом, или без ње; други је гонг са уздигнутим центром. Уопштено, што је већи гонг, већи је и мекши чекић. У западној симфонијској музици, раван гонг се назива там-там, како би се разликовао од испупчених модела. У овом случају назив „гонг” резервисан је само за испупчени модел. Гонг је био кинески инструмент готово читав миленијум. Његова прва употреба сматра се да је била за сигнализирање земљорадницима на пољу, пошто су неки гонгови гласни толико да се могу чути и на 8 km. У Јапану, традиционално су се користили за почетак такмичења у сумо рвању.
Велики равни гонгови могу се ’припремити’, и то лаганим ударањем пре главног ударца, чиме се значајно побољшава звук и узрокује да инструмент „прозбори” раније, са краћим кашњењем да звук „процвета”. Одржавање овог првобитног, припремног ударца нечујним, захтева доста вештине. Најмањи обешени гонгови свирају се штапићима бамбуса или чак палицама за бубњеве западног стила. Модерна класична и авангардна музика, које захтевају различите звуке, често ће користити фрикционе маљице (чиме се добијају завијени звуци и хармоници), гудала (чиме се добијају дуги тонови и високи горњи тонови), и разне ударне алатке (дрво/пластика/метал) за постизање жељених тонова.
Камени гонг представља велику стену која се удара мањим камењем, како би се створио метални резонантни звук.

## Традиционални обешен гонг

### Чау гонг (Там-там)
До сада најпознатији већини западњака је чау-гонг. Велики чау гонг, назван там-там, постао је део симфонијског оркестра. Некада се назива и кинески гонг, али чињеница је да је то само један од многих типова обешених гонгова који су у вези са Кином. Чау-гонг је направљен од легуре бакра, бронзе или месинга. Скоро је у потпуности раван, изузев ивице која је изврнута тако да формира плитки цилиндар. На гонгу величине 25 cm, на пример, ивица се простире за око 1 центиметар нормално у односу на површину. Главна површина је благо удубљена када се посматра из смера у коме је ивица изврнута. Централна тачка и ивица чау-гонга са обе стране остају премазани црним бакарним оксидом, који се формира током производње. Остатак је полиран како би се премаз уклонио. Чау гонг је величине која варира од 18 до 203 cm у пречнику.
Најстарији чау гонг је из гробнице пронађене у Аутономној области Гуангси народа Џуанг, у Кини. Датира из ране Западне династије Хан. Они су били познати по свом интензивном и духовном ударању у бубњеве, у ритуалима и племенским састанцима. Традиционално, чау гонг се користио како би очистио пут за важне чиновнике и поворке, попут данашње полицијске сирене. Понекад је број удараца коришћен да укаже на старешинство чиновника. У том случају, два чиновника која се неочекивано сусрећу на путу би, пре састанка, знали ко се од њих двојице треба поклонити први.

#### Употреба гонга у симфонијском оркестру
Там-там је као оркестрални инструмент први пут представио композитор Франсоа Жозеф Госек, 1790. године, а убрзо су га покупили и Гаспаре Спонтини и Жан-Франсоа Лесуеур. Ектор Берлиоз развио је инструмент кроз своју композиторску каријеру и у делу Наука о инструментацији препоручио његово коришћење „за сцене жалости или за драматични приказ екстремног хорора.” Остали композитори који су усвојили там-там у оперској кући су Ђоакино Росини, Винченцо Белини, и Рихард Вагнер; Росини у финалном делу трећег акта опере Армида (1817), Белини у опери Норма (1831) и Вагнер у опери Ријенци (1842). Кроз неколико деценија, там-там је постао важан члан секције перкусија у модерном симфонијском оркестру. Добија на значају у симфонијама чији су творци Петар Чајковски, Густав Малер, Дмитриј Шостакович, и у мањој мери Сергеј Рахмањинов и Сергеј Прокофјев. Ђакомо Пучини је користио гонг и там-там инструменте у својим операма. Игор Стравински знатно је проширио технике свирања там-тама у свом балету Посвећење пролећа, тако да укључује кратке, брзо пригушене ноте, брзи крешендо и прелазе ударачем за триангл преко предњег дела инструмента. Карлхајнц Штокхаузен користио је там-там величине једног и по метра (произвођача Паисти) у свом делу Тренуци.

### Испупчен гонг
Испупчен гонг има уздигнут центар на средини, често направљен од више различитих метала него остали гонг инструменти, са различитим степеном квалитета и резонанце. Има тон који је са мање треперења, за разлику од других гонг инструмената, и два посебна звука, у зависности од тога да ли се удари на самом центру или поред њега. Најчешће су, али не увек, наштимовани на различите висине тона.
Величина испупченог гонга креће се од 15 до 51 cm или више. Сетови мањих, наштимованих испупчених гонгова се могу користити за свирање у мелодији.
Испупчен гонг се користи у кинеским храмовима за богослужење.
У индонезијским гамеланским ансамблима, инструменти, који по класификацији представљају гонг, долазе у различитим величинама, са различитим функцијама и другачијим називима. На пример, у централном јаванском гамелану највећи гонг носи назив гонг аџенг, распона величине до једног метра у пречнику, који има најдубљу висину тона и не свира се често. Следећи, мањи гонг је гонг сувукан или сајем, који има мало већу висину тона и замењује гонг аџенг у комадима где су потези гонга близу један другом. Кемпул је још мањи, са већом висином тона и свира се доста чешће. Гонг аџенг и покоји гонг сувукан имају откуцајну ноту.

## Произвођачи гонга
Поред многих традиционалних и вековима старих произвођача у местима као што су Кина, Тибет, Бурма, Кореја, Индонезија и Филипини, гонг се од 20. века такође производио и у Европи и Америци.
Компанија Паисти сматра се највећим произвођачем гонга изван Азије. Ова швајцарска компанија поседује фабрику у Немачкој, где се производе инструменти. Такође у Немачкој, за компанију Мајнл, гонг производи некадашњи радник Паистија, Бродер Откин, који има чак свој сопствени, брендирани ланац гонг инструмената. Италијанска компанија УФИП се производњом бави у фабрици која је смештена у граду Пистоја. Мајкл Паисти, изван већег породичног бизниса, самостално производи гонг у Луцерну, [Швајцарска]. Други независни произвођачи гонга у Европи су Велшмен Стив Хабак, тренутно са седиштем у Холандији, Мат Нолан у Великој Британији, Жоао Паис-Филипеј у Португалу, а нови произвођач у Бресингаму, Дису, Норфолку и Великој Британији је Мичел Милас. Он долази из Пољске; гонг је почео да прави 2010. године, али од 2015. се специјализује за беспрекорни и спектакуларни уметнички гонг.
У Северној Америци, компанија Сејбијан производи гонг у мањем броју, а Зилџијан продаје брендирани гонг, мада су их у прошлости и правили, али тренутна производња делује кинеског порекла. Рајан Шеледи је независни произвођач гонга, са седиштем на Средњем западу Сједињених Држава.
Неке од мањих турских, џимбалских компанија су такође забележене када је у питању производња гонга, али највише споредно, имајући у виду њихов главни бизнис ручног закуцавања чинела.

## Гонг – уопштено
Величина гонга варира од 50 до 150 cm у пречнику. Израђен је од бронзане легуре, која је састављена из максимум 22 дела калаја до 78 бакарних делова, али у многим случајевима је пропорција калаја драстично мања. Ова легура је прилично крхка након што се излије и одложи да се постепено хлади, али се може отпустити и ужарити на посебан начин, како би се ово ублажило. Када се изненадно охлади од црвеног усијања, легура постаје толико мекана, да се може закуцавати и радити на стругу, а онда ојачати загревањем. Иначе, гонг поседује све квалитете и боју звука типичну за кинеске инструменте. Састав легуре бронзе, која се користи за израду гонга, је следећи: 76,52% бакра, 22,43% калаја, 0,26% олова, 0,23% цинка и 0,81% гвожђа. У производњи турских чинела, типично је да се поред ових елемената налазе сумпор и силицијум.
Турске чинеле и гамелански гонг деле бета фазу бронзе као металуршке корене. Транзиције графикона фазе мешања калаја и бакра показују доста уски троугао на 21-24% калаја и 780 °C. Ово је тајна свих претходних израда бронзаних инструмената. Када се бронза помеша и загреје, она светли наранџасто-црвено, што указује на то да је загрејана до границе бета фазе када метал треба потопити у хладну воду, како би се легура закључала у бета фази израде чинела. Гонг се онда удара округлом, тврдом, кожом-прекривеном подлогом, која је постављена на кратки штап или дршку. Емитује изразито дубок и пун звук који се може мењати посебним начинима ударања диска. Његове сложене вибрације избијају у таласасти низ тонова, који могу бити и пискави и дубоки. У Кини и Јапану гонг се користи у верским обредима, државним поворкама, на венчању, и другим фестивалима.

## Употреба у оркестру
Гонг се у оркестру користио како би појачао утисак страве и ужаса у мелодрамским сценама. Там-там је први пут у западни оркестар увео Франсоа Жозеф Госек, у посмртном маршу, компонованом по смрти Онора Мирабоа, 1791. године. Гаспаре Спонтини је користио там-там у закључку другог акта опере Ла Вестале (1807). Берлиоз је захтевао 4 там-там-а у својој композицији Реквијем (1837). Там-там се такође користио у погребној музици, свираној када су остаци Наполеона враћени у Француску, 1840. године. Мајербер је искористио инструмент у сцени васкрсења три монахиње, у опери Роберт Ђаво. Четири там-там-а су коришћена у оперском театру у Бајројту, у опери Парсифал, како би се појачали инструменти звона, премда није дата назнака у композицији. У модернијој музици се там-там користио од стране композитора као што су Карлхајнц Штокхаузен, у делу Микрофонија I (1964—65), и Џорџ Крам, у делу Макрокосмос III: Музика летње вечери (1974). У овој композицији Крам је проширио опсег боје звука там-там-а, следећи перформанс коришћењем „контрабас-гудала са калафонијумом” и на тај начин свирајући там-там. Ово је произвело језиво хармонични звук. Штокхаузен је успео да створи још занимљивих звукова помоћу ручних микрофона и широког спектра техника гребања, тапкања, трљања и ударања, са неуобичајеним предметима као што су пластични судови, тајмери за јаја и картонске цеви. Такође, гонг се може потопити у каду са водом након удара. Ово има посебан назив, „водени гонг”, и користи се у појединим оркестралним комадима.